# Die Schatztruhe
Die Schatztruhe ist ein österreichischer Filmschwank aus dem Jahre 1948 des Kameramanns Karl Kurzmayer mit den beliebten heimischen Leinwandchargen Theodor Danegger, Rudolf Carl und Karl Skraup in seltenen Hauptrollen.

## Handlung
Der in der kleinen österreichischen Gemeinde Trems wohnende Rentner Alois Pirker hütet eine Truhe wie einen Schatz, sodass bald unter den anderen Dorfbewohnern der Verdacht aufkommt, dass sich in dem Möbelstück tatsächlich wertvolles befinden und Alois ein schwerreicher Mann sein müsse. Da Alois keine weiteren Familienangehörige besitzt, beginnen nun zahlreiche Tremser sich mit ihm besonders gut zu stellen, in der Hoffnung, eines Tages als Erbe der angeblichen „Schatztruhe“ berücksichtigt zu werden. Als sich eines Tages herausstellt, dass Mitbewohner Pirker in Wahrheit ein ganz armer Schlucker ist, setzt er sich augenblicklich aus Trems ab, um dem Volkszorn, für den er ja eigentlich nichts kann, zu entfliehen. Dann aber schlägt wider Erwarten doch noch das Glück zu, und Alois gewinnt ein beträchtliches Vermögen in einer Lotterie …

## Produktionsnotizen
Die Schatztruhe entstand 1948 im Unteren Saalachtal und in Lofer bei Salzburg und wurde am 17. Dezember des Jahres in Wien uraufgeführt. In Deutschland lief der Film am 16. September 1949 in München an.

## Kritik
„Eine vergessene Komödie um Besitz, Habgier, Geiz und die Schrullen des Landvolks.“

„Gier und Hinterlist gehören zu den liebsten Sujets der Nachkriegszeit … Hier ist es eine Schatztruhe, die sich im Besitz eines Pensionisten befinden soll, der in einem Arsenal von Bauernschwankstereotypen das Übelste zum Vorschein bringt. Der Film gehört im Übrigen zu den ersten Nachkriegswerken, die in Lofer gedreht wurden; die hier zu bewundernde Landschaft des Unteren Saalachtals sollte der österreichischen Filmproduktion durch die Folgedekaden hindurch bis zum Ende der Industrie als Projektionsfläche dienen, was von grimmigen Heimatwestern wie Gustav Ucickys Meisterwerk DER JÄGER VON FALL (1956) bis zu juxigem Lustkino á la Siggi Götz’ ALPENGLÜHN IM DIRNDLROCK (1974) reicht. Was DIE SCHATZTRUHE zu einer Pioniertat macht.“

Das Lexikon des Internationalen Films urteilte knapp: „Durchschnittliches, bäuerliches Lustspiel.“